# فاماس
فاماس FAMAS هي بندقية هجومية من إنتاج مصنع سانت إتيان. البندقية متعددة المهام و تستخدم حاليا من قبل الجيش الفرنسي.

الفرق بين اف 1 و جي 2